# Vincent Aviation
Vincent Aviation — невелика комерційна авіакомпанія зі штаб-квартирою у Веллінгтоні (Нова Зеландія), що працює в сфері вантажних та чартерних авіаперевезень в Австралії і Новій Зеландії. Заснована в 1992 році бізнесменом Пітером Вінсентом.
Головними транзитними вузлами (хабами) авіакомпанії є міжнародний аеропорт Веллінгтон і міжнародний аеропорт Дарвін.

## Операційна діяльність
Авіакомпанія Vincent Aviation працює головним чином на ринку чартерних авіаперевезень, а також обслуговує регулярні пасажирські маршрути в Австралії з міжнародного аеропорту Дарвіна в Грут-Айленд, Теннант-Крік і Кернс. Компанія також надає послуги по чартерним перевезенням в Японії, Малайзії та Індонезії.
У Новій Зеландії у Vincent Aviation укладено низку контрактів з корпоративними клієнтами, а також зі спортивними клубами, включаючи контракт на забезпечення перевезень новозеландських команд на матчі по грі в регбі.
З липня 2011 року Vincent Aviation почала регулярні пасажирські перевезення між Дарвіном і Ділі, рейси виконуються щодня по робочих днях.
Авіакомпанія використовує два ідентифікатора ІАТА: «ZK» — для літаків, зареєстрованих у Новій Зеландії, і «VH» — для літаків з австралійської реєстрацією.

## Флот

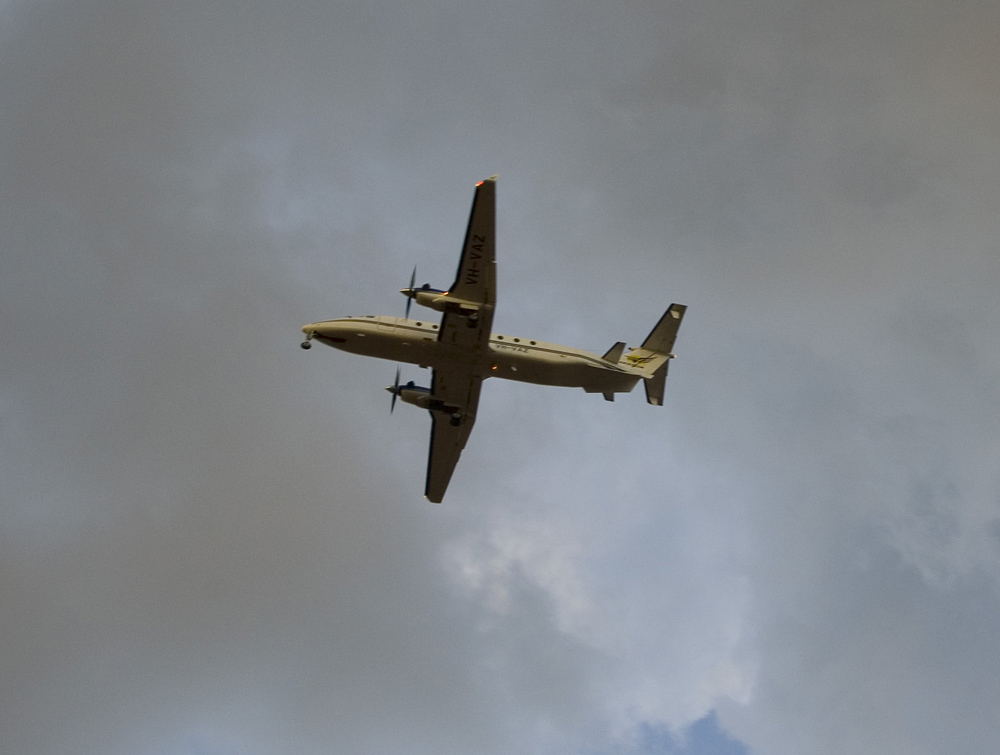
Літак авіакомпанії Vincent Aviation у заході на посадку в міжнародному аеропорту Дарвін

У травні 2011 року повітряний флот авіакомпанії Vincent Aviation становили такі літаки:
Флот авіакомпанії, що базується в Новій Зеландії
Флот авіакомпанії, що базується в Дарвіні